# Ælfwynn
Ælfwynn (ca.888-948) was de laatste onafhankelijke heerser van het koninkrijk Mercia. Zij was het enige kind van koning Æthelred II van Mercia en koningin Æthelflæd. De broer van haar moeder was de machtige Eduard de Oudere, ”koning van Engeland”.

## Context
Na de dood van haar vader Æthelred II in 911, nam haar moeder het koningschap over. Als oudere zus van Eduard werd haar heerschappij gedoogd. Toen haar moeder Æthelflæd in 918 stierf, werd Ælfwynn, gedurende de rouwperiode van juni tot december 918, aanvaard als koningin, daarna werd het koninkrijk Mercia ingelijfd bij het koninkrijk Wessex en ontstond zo het koninkrijk van de Angelsaksen.
Volgens Maggie Bailey leed zij nadien een religieus leven. Het is mogelijk dat zij de religieuze vrouw is, genaamd Ælfwynn, die de begunstigde is van charter S 535 gedateerd 948 tijdens het bewind van koning Edred. 